# 소다미술관
소다미술관(SODA_Space of Design and Architecture)은 경기도 화성시 안녕동에 위치한 최초의 사립미술관 및 전시관이다. 2014년 10월 개관하였다. 주소는 효행로 707번길 30이다.

## 역사
오랫동안 방치된 짓다 만 대형 찜질방 건물을 디자인·건축 미술관으로 재탄생시킨 성공적인 도시재생사례이다. 문화적 대안공간으로서의 역할을 수행하는 '문화 찜질방'으로 치환되어 대중에게 일상을 벗어나 영감과 삶의 향유를 누리게 한다. 이러한 상상력과 능동성을 인정받아 2016년 대한민국공간문화대상, 2017년 건축가 협회상을 수상했다. 건축가, 디자이너 등의 다양한 설치, 예술 작품 등을 소장하고 있다.

## 시설과 운영
소다미술관은 전시실 2개 층으로 구성되어 있다. 전시실 이외에는 국내외 아티스트의 콜라보레이션 상품을 소개하는 뮤지엄샵, 미술관 내 전용 카페인 SODA카페, 다양한 행사를 기획 진행하는 루프탑 아트테이너 공간으로 구성되어 있다. 너른 잔디마당은 야외 카페로, 해마다 진행되는 한여름 밤의 소다 공연 장소로 활용된다.
소다미술관의 개관 시간은 평일과 일요일 오전 10시부터 오후 7시까지이며 월요일과 설날, 추석 연휴에는 휴관한다. 카페 역시 미술관과 동일한 시간에 운영된다.